# Фейло Ярослав Михайлович
Яросла́в Миха́йлович Фе́йло (23 листопада 1952, Броди, Львівська область — 8 грудня 2022, Львів) — український журналіст, багаторічний ведучий Львівського обласного телебачення, заступник голови Львівської обласної організації Національної спілки журналістів України, Заслужений журналіст України, член Ревізійної комісії НСЖУ. Член ГО «Відродження Знесіння».

## Життєпис
Ярослав Михайлович Фейло народився 23 листопада 1952 року у місті Броди на Львівщині. Навчався у Бродівській середній школі № 1 (нині — Бродівська загальноосвітня школа І ступеня № 1). По закінченню школи у 1970 році, вступив на факультет журналістики Львівського державного університету імені Івана Франка, який закінчив у 1975 році.
Від 1975 й до 2022 року він незмінно працював у Львівській обласній державній телерадіокомпанії (нині — регіональна телерадіокомпанія «Суспільне Львів»). Автор близько 100 документальних телефільмів на теми національно-патріотичного відродження, книги спогадів «Телевізії Ярослава Фейла», циклу публіцистичних статей про сучасний стан українського телепростору, буклету «Краса та велич палацу архиєпископів», упорядник книг «Крізь роки і долі» (львівська журналістика у фактах, коментарях, світлинах), «Літопис аграрної науки» (історія становлення та розвитку Інституту сільського господарства Карпатського регіону НААН), редактор газети «Львівщина медійна», наукового журналу «Агронаука і практика», медіа-фахівець Інституту сільського господарства Карпатського регіону Національної академії аграрних наук України.
Також був автором та ведучим багатьох телепроєктів: «Аргументи» (спільно з Ігорем Гуликом), Студія «С», «Суспільний діалог», «Слово депутата», «Спадщина», продюсер проєкту «Вічне джерело», організатор та ведучий телепрограм «Стрітенські зустрічі», «Яблунева ялинка», телеверсій «Святими місцями світу», численних телемарафонів, колишній редактор радіогазети «Рідне місто моє», сатиричної програми «Локатор». Провів неодноразові ефіри з усіма Президентами України, прем'єр-міністрами, висвітлював найбільш значущі суспільно-політичні, культурно-мистецькі події Львівщини.
Ярослав Михайлович був лауреатом обласних премій в галузі журналістики, зокрема, лауреатом обласної премії імені В'ячеслава Чорновола в номінації «Журналістика і публіцистика», лауреат премії Львівської обласної організації Національної спілки журналістів України «Сучасність» імені Володимира Здоровеги, почесної відзнаки Львівської обласної ради «XXX років Незалежності України», відзнаки за заслуги в розвитку інформаційної сфери Держкомтелерадіо, найвищих відзнак релігійних конфесій України. Нагороджений Золотою медаллю української журналістики, ювілейною медаллю «20 років Незалежності України» та низкою нагород Міністерства оборони України.
Впродовж багатьох років викладав журналістику у Центрі творчості дітей та юнацтва Галичини, в медіа-центрі Львівської політехніки.
Помер 8 грудня 2022 року у Львові. Похований Ярослав Фейло 10 грудня 2022 року на своїй батьківщині у Бродах.